# Paul Robinson (athlétisme)
 (août 2014).
Pour les articles homonymes, voir Paul Robinson et Robinson.
Paul Robinson (né le 24 mai 1991 à Kildare) est un athlète irlandais, spécialiste du demi-fond.
Il termine 4e de la finale du 1 500 m des Championnats d'Europe 2014 à Zurich. Son meilleur temps sur 1 500 m est de 3:35.22, obtenu à Rieti le 8 septembre 2013.
Son club est le St Coca's AC et son entraîneur est Robert Denmead.